# Eremorhax latus
Espèce
Eremorhax latus est une espèce de solifuges de la famille des Eremobatidae.

## Distribution
Cette espèce est endémique d'Arizona aux États-Unis,.
Sa présence est incertaine au Mexique.

## Description
Le mâle holotype mesure 27,0 mm.

## Publication originale
- Muma, 1951 : The Arachnid order Solpugida in the United States. Bulletin of the American Museum of Natural History, no 97, p. 31-141 (texte intégral).